# ريان بورنس
ريان بورنس (بالإنجليزية: Ryan Burns)‏ (8 سبتمبر 1992 ببلفاست في المملكة المتحدة - ) هو لاعب كرة قدم بريطاني في مركز الوسط. شارك مع منتخب أيرلندا الشمالية تحت 19 سنة لكرة القدم. أما مع النوادي، فقد لعب مع أولدهام أثلتيك وبورتاداون ونادي كليفتونفيل وCarrick Rangers F.C. ‏ وDandenong Thunder SC ‏.

## وصلات خارجية
- ريان بورنس على موقع قاعدة بيانات كرة القدم.إي يو (الإنجليزية)
- ريان بورنس على موقع Soccerbase.com (لاعب) (الإنجليزية)